# Algalita Marine Research Foundation
De Algalita Marine Research Foundation is een Amerikaanse milieuorganisatie, gewijd aan het behoud van zeeleven door middel van onderzoek, voorlichting en bescherming. De organisatie houdt zich vooral bezig met vervuiling door plastic zeeafval en dan met name de kunststofarchipel – een enorme hoeveelheid drijvend plastic afval – in het noorden van de Grote Oceaan en de gevolgen die dit heeft voor mens en dier. De organisatie is gevestigd in Long Beach in de Amerikaanse staat Californië.

## Geschiedenis
De Algalita Marine Research Foundation werd in 1994 opgericht door zeekapitein en oceanograaf, Charles J. Moore. Aanvankelijk hield de stichting zich bezig met het behoud en herstel van de Californische kust. In 1997 veranderde dit. In dat jaar nam Moore met zijn catamaran de Alguita deel aan een zeilwedstrijd naar Hawaï. Tijdens de terugtocht besloot hij niet de veel snellere golfstroom ten noorden van Hawaï te volgen, maar een veel langzamer route dwars door de windstille en weinig stroming kennende Noordpacifische gyre. Hier stuitte hij op een enorme hoeveelheid plastic zeeafval, variërend van meterslange visnetten tot flessendoppen, maar ook minuscuul kleine plastic deeltjes, afkomstig van plastic dat opgebroken is in kleinere stukken als gevolg van fotodegradatie. De kunststofarchipel, zoals deze tegenwoordig genoemd wordt, is niet alleen zeer uitgebreid, maar ook zeer diep.

## Kunststofarchipel
Het bestaan van een kunststofarchipel werd al in 1988 voorspeld door de Amerikaanse National Oceanic and Atmospheric Administration, die naar aanleiding van onderzoek in de Japanse Zee berekende dat soortgelijke situaties in de Grote Oceaan tot de formatie van enorme hoeveelheden afval konden leiden, met name in de Noordpacifische gyre. Moore is het die deze enorme hoeveelheid plastic zeeafval voor het eerst waarnam en hier uitgebreid onderzoek naar deed. Dit onderzoek heeft geleid tot de volgende twee artikelen in het Marine Pollution Bulletin.
- Article by C.J. Moore, S.L. Moore, M.K. Leecaster, and S.B. Weisberg (2001) ‘A Comparison of Plastic and Plankton in the North Pacific Central Gyre’, Marine Pollution Bulletin, nr. 42, pp. 1297–1300.
- C.J. Moore, S.L. Moore, S.B. Weisberg, G.L. Lattin, and A.F. Zellers (2002) ‘A Comparison of Neustonic Plastic and Zooplankton Abundance in Southern California’s Coastal Waters’, Marine Pollution Bulletin, nr. 44, pp. 1035–1038.

## Algalita Marine Research Foundation in de media
Charles Moore heeft eraan bijgedragen dat het probleem rondom plastic zeeafval een groter publiek bereikte. Zo was hij te gast bij David Lettermans Late Show en het Nederlandse televisieprogramma Time 2 Act (National Geographic Channel). Het boek Plastic Soep (ISBN 978 90 477 0177 4) van de Nederlandse schrijfster Jesse Goossens is opgedragen aan Charles Moore.